# Chaordisch
Das Kofferwort chaordisch bezieht sich auf ein Regelsystem, welches Eigenschaften von Chaos und Ordnung miteinander verbindet. Der Begriff wurde von Dee Hock, dem Gründer und früheren CEO der  VISA Kreditkarten-Organisation geprägt. Er führte ihn erstmals am 19. März 1993 während einer Ansprache im Santa Fe Institute ein, in der er auf seine Erfahrungen anlässlich der Gründung und Weiterentwicklung von VISA Bezug nahm.
Die Vermischung von Chaos und Ordnung wird als eine fruchtbare Koexistenz beider Elemente beschrieben, in welcher weder die chaotische noch die ordnende Wirkung überwiegt. Hock geht davon aus, dass auch die Natur in weiten Teilen in dieser Art organisiert ist, insbesondere lebende Organismen und der Evolutionsprozess als ganzer.
Auch im Softwarebereich werden offene und zugleich geordnete Systeme wie Wikis als Beispiel chaordischer Organisation angesehen.